# Milujeme tě, naše vlasti
Milujeme tě, naše vlasti (srbsky Волимо те отађбино наша/Volimo te otadžbino naša) je jugoslávská vojenská píseň z roku 1997. Autorem je Rade Radivojević. Populární byla především během bombardování Jugoslávie na jaře 1999. V současné době je jedním ze symbolů Slobodana Miloševiće v srbské i černohorské kolektivní paměti.
Podle Radivojevićova textu nazpívali za pomoci vojenské hudby Jugoslávské armády (VJ) píseň Leontina Vukomanović a Milan Šćepović.
Píseň byla poprvé zahrána v roce 1997 během Dne armády, nicméně populární se stala až o dva roky později, v souvislosti s mediální kampaní jugoslávských sdělovacích prostředků, snažících se zvednout morálku bombardované země během operace Spojenecká síla. Dle Radivojevićových slov byla důvodem pro složení nové písně skutečnost, že po rozpadu Jugoslávie a pádu komunismu ztratilo jugoslávské vojsko své mnohaleté symboly. Text písně odkazuje na lásku k vlasti a idylický život v SFRJ.